# Karl Heinrich Mann
Karl Heinrich Mann (* 4. Januar 1839 in Zürich; † 9. Oktober 1900 in Bern) war ein Schweizer Buchhändler, Verleger, Journalist und Arbeitersekretär.

## Leben
Karl Heinrich Mann wurde am 4. Januar 1839 als Sohn von Simon Mann aus Ladenburg, eines Buckdruckerbesitzers in Zürich und Maria Magdalena, geborene Lang, geboren. Nach dessen Tod liess sich die Mutter mit ihrem Sohn in Schaffhausen nieder, wo sie einen Spezereihandel betrieben habe. Der begabte Junge besuchte das Gymnasium, das er verlassen habe, ohne es vollständig zu absolvieren.
Dann trat er in die damals renommierte Buchhandlung Franz Hanke in Zürich als Lehrling ein, um den Beruf eines Buchhändlers zu erlernen. Anschliessend kam er zu Buchhändler Otto Plötz in Schaffhausen, gefolgt von drei Jahren in der Buchhandlung Naumann in Dresden. 1861 wanderte er nach Schaffhausen zurück, um anschliessend in Bern als Buchhändlergeselle bei der Evangelischen Gesellschaft tätig zu werden.
Nun verlobte er sich und gründete mit Erlaubnis der «Evangelischen Gesellschaft» den Verlag Carl H. Mann, den er auf eigene Rechnung betrieb.
1863 verliess er Bern und nahm eine Stelle in Schaffhausen an, um seiner Mutter nahe zu sein, die nach sieben Wochen verstarb. Am 24. Juni 1864 wurde er in das Bürgerrecht von Schaffhausen aufgenommen. Am 12. September 1864 heiratete er Paulina Oechslin, mit der er sieben Kinder hatte, die in Bern zur Welt kamen, nachdem er dorthin zurückgekehrt war. Von 1866 bis 1873 wird Mann als Präsident des Christlichen Jünglingsvereins im Adressbuch der Stadt Bern aufgeführt.
Im Verlag Carl H. Mann erschienen Werke wie Das christliche Gedenkbuch (1863),Geschichte einer Bibel, von ihr selbst erzählt (1868), Ein Wort der Liebe an Neuconfirmirte von Karl Rohr (1865), Abraham Lincoln von Félix Bungener (1866). Ab dem 1. Juli 1866 gab er die Zeitung Der Pilger aus Bern heraus, welche ab 1872 zweimal wöchentlich erschien. 1868 gab er die Übersetzung des Buches Frau v. Krüdener – Ein Zeitgemälde heraus.
Von 1869 bis 1870 assoziierte er sich mit seinem ebenfalls aus Schaffhausen stammenden Freund und Buchhändler Hans Bäschlin zum Verlag Mann & Bäschlin.
Zuerst verliess er nur urlaubsweise, später jedoch ganz die ihm liebgewordene Evangelische Gesellschaft, um sich ausschliesslich seinen eigenen Unternehmungen zu widmen, denen er 1872 einen Sortimentsbuchhandel beifügte welcher geographische Werke und Reiseliteratur umfasste. Die Schwierigkeiten, in Bern geeignete Lokalitäten zu finden, veranlassten ihn, für sein Geschäft in Schaffhausen ein Haus zu kaufen und dieses 1874 dorthin zu verlegen. Der Erfolg sei ein «mässiger» gewesen. Nach dem 1879 erfolgten Verkauf des gesamten Verlags C.H. Mann und einem vorübergehenden Aufenthalt in Basel (Mithilfe an der Redaktion des Basier Volksboten) siedelte Mann 1880 wieder nach Bern über, wo er zuerst die Redaktion der politischen Blätter Berner Bote und Die Freiheit übernahm. Im Buch Spiesse und Nägel eines Friedfertigen – Erinnerungen aus den Jahren 1882—1885 sind Manuskripte enthalten, die er zu politischen Fragen dieser Jahre verfasst hatte, mit denen er sich aktiv befasste, wie z. B. zum Thema Die Stellung des Christen zur Politik oder Volkspartei und Arbeiterverein. Im Adressbuch der Stadt Bern 1883–1884 wird Mann als Sekretär der städtischen Sektion der bernischen Volkspartei aufgeführt.
1887/88 wurde Karl Mann in den Vorstand der Geographischen Gesellschaft Bern gewählt und übernahm ab 1888 die Stelle des Bibliothekars und Sekretärs. In dieser Eigenschaft leistete er ausserordentliches. So wurde die Bibliothek und Kartensammlung bedeutend vermehrt; als Sekretär knüpfte er fruchtbringende Beziehungen an. In den Monatssitzungen hielt er manchen orientierenden Vortrag und er stattete eingehende Bibliothekberichte ab.
1887 erschien von Mann der Stadtführer Bern in der Reihe Städtebilder und Landschaften aus aller Welt. Beim 1890 gegründeten Bernischen Fremdenblatt war er als Redaktor tätig. 1896 erschien erstmals die Schrift 200 Ausflüge von Bern. Sein Buch Kreuz und quer durch den Kanton Bern und angrenzende Kantone – Reiseschilderungen und Momentaufnahmen erschien vorerst in Lieferungen und anschliessend in mehreren Auflagen.
Nachdem er zum Sekretär des christlich-sozialen Vereins in Bern gewählt worden war, gab er seine journalistische Tätigkeit fast ganz auf. Er behielt bloss noch die Redaktion des Bernischen Fremdenblatts bei. 1898 wurde er auch in den bernischen Stadtrat gewählt. Er lebte an Dorngasse 8 im Sulgenauquartier. Am 9. Oktober 1900 wollte er die auf Besuch gekommene und wieder nach der Steiermark zurückreisende Tochter auf den Bahnhof bringen und nach Zürich begleiten. Ein Herzschlag machte seinem Leben an jenem Tag ein Ende. Vor dem Eintritt auf die Tagesordnung des bernischen Stadtrats gedachte Präsident Streiff dem Verstorbenen, für den Rudolf Stetter-von Fischer von der Konservativen Partei nachfolgte.

## Schriften
- Karl H. Mann: Schultheiss Fischer. Sonderdruck aus Der Pilger von Bern. Bern 1870.[67]
- Karl H. Mann: Albrecht von Haller. Schaffhausen 1878.[68]
- Karl H. Mann: Spiesse und Nägel eines Friedfertigen – Erinnerungen aus den Jahren 1882—1885.[46] Bern, 1885.
- Karl H. Mann: Bilder aus Nord-Afrika. Bern, 1888.[69]
- Karl Mann: Kreuz und quer durch den Kanton Bern und angrenzende Kantone.[70][60], 1899.
- Carl H. Mann: Christlich-sociale Bewegung: a) Evangelisch-sociale Bewegung. In: Naúm Reichesberg: Handwörterbuch der Schweizerischen Volkswirtschaft, Sozialpolitik und Verwaltung. Verlag Encyklopädie, 1903, S. 732–735 (google.com [abgerufen am 21. März 2023]).

### Vorträge
- Stellung des Christen zur Politik.[47]
- Volkspartei und Arbeiterverein.[48]
- Sklavereiverhältnisse in Afrika.[71]
- Kreuz und quer durch Brasilien.[72]
- Literarische Streifzüge in Nord-Afrika.[73]